# Babuain
Babuain (nep. बाबुऐन) – gaun wikas samiti w środkowej części Nepalu w strefie Narajani w dystrykcie Bara. Według nepalskiego spisu powszechnego z 2001 roku liczył on 427 gospodarstw domowych i 2728 mieszkańców (1308 kobiet i 1420 mężczyzn).